# Discinisca
Discinisca is een geslacht van brachiopoden, dat fossiel bekend is vanaf het Perm. Tegenwoordig zijn er van dit geslacht nog meerdere soorten in leven.

## Beschrijving
Deze 8 mm lange brachiopode kenmerkt zich door de bijna ronde tot spatelvormige, glanzende schelp, waarvan de sculptuur bestaat uit fijne concentrische groeistrepen, die het duidelijkst zichtbaar zijn in de buurt van de commissuur (raaklijn waarlangs de kleppen op elkaar vallen) van de schelp. De steelklep heeft een mooie kegelvormige omtrek, de armklep heeft een vlakke tot iets bolle vorm. De steelopening aan de achterzijde is een smal sleufje, dat bij jonge exemplaren open en bij volwassen exemplaren gesloten is. Dit geslacht verankert zich met de korte pedunculus aan verscheidene substraten.